# II Puchar Gordona Bennetta (balonowy)
II Puchar Gordona Bennetta – zawody balonów wolnych o Puchar Gordona Bennetta, które rozpoczęły się 21 października 1907 roku w Saint Louis.

## Uczestnicy
Wyniki zawodów.
| Zajęte miejsce | Nazwa balonu        | Pojemność w m³ | Załoga pilot pomocnik pilota        | Kraj                 | Czas lotu [h] | Odległość [w km] | Miejsce lądowania                   |
| -------------- | ------------------- | -------------- | ----------------------------------- | -------------------- | ------------- | ---------------- | ----------------------------------- |
| 1.             | Pommern             | 2200           | Oskar Erbslöh Henry Helm Clayton    | Cesarstwo Niemieckie | 40:00         | 1403,55          | Bradley Beach,Monmouth County (USA) |
| 2.             | Isle de France      | 2270           | Alfred Leblanc Edgar W. Mix         | Francja              | 44:03         | 1394,46          | Herbertsville (USA)                 |
| 3.             | Düsseldorf          | 2250           | Hugo von Abercron Hans Hidemann     | Cesarstwo Niemieckie | 39:50         | 1282,95          | Dover (USA)                         |
| 4.             | America             | 2200           | James C. McCoy Charles Chandler     | Stany Zjednoczone    | 38:30         | 1168,75          | Pawtuzent (USA)                     |
| 5.             | City of Saint Louis | 2200           | Alan R. Hawley Augustus Post        | Stany Zjednoczone    | 36:59         | 1149,51          | Westminster (USA)                   |
| 6.             | Abercron            | 1437           | Paul Meckel Rudolf Denig            | Cesarstwo Niemieckie | 38:35         | 1110,50          | Manassas (USA)                      |
| 7.             | Anjou               | 2200           | René Gasnier Charles Levée          | Francja              | 38:10         | 1082,19          | Mineral (USA)                       |
| 8.             | United Stades       | 2050           | Henry B. Hersey Arthur A. Atherholt | Stany Zjednoczone    | 35:10         | 1003,47          | Hamilton (Ontario) (Kanada)         |
| 9.             | Lotus II            | 2150           | Griffith Brewer Claude Brabazon     | Wielka Brytania      | 24:40         | 577,97           | Sabina (USA)                        |